# Chromonephthea fruticosa
Chromonephthea fruticosa är en korallart som beskrevs av van Ofwegen 2005. Chromonephthea fruticosa ingår i släktet Chromonephthea och familjen Nephtheidae. Inga underarter finns listade i Catalogue of Life.